# Allodapula brunnescens
Allodapula brunnescens är en biart som först beskrevs av Cockerell 1934.  Allodapula brunnescens ingår i släktet Allodapula och familjen långtungebin. Inga underarter finns listade i Catalogue of Life.